# Эрнесте, Ингуна
Ингуна Эрнесте (латыш. Ingūna Erneste; род. 23 мая 1966, Рига) — латвийская шахматистка, гроссмейстер (1992) среди женщин.

## Шахматная карьера
В 1982 и 1987 годах побеждала на чемпионатах Вооружённых Сил СССР среди женщин. В 1984 году завоевала бронзу на чемпионате Европы по шахматам среди девушек (U-20). В 1990 году была третьей на чемпионате СССР по шахматам среди женщин в Подольске, а в 1991 году была второй на чемпионате СССР по шахматам среди женщин в Львове. Два раз побеждала на чемпионатах Латвии по шахматам среди женщин — в 1989 и 2002 годах. Семь раз представляла Латвию на женских шахматных олимпиадах (1992, 1994, 2004, 2008, 2012, 2014, 2016). Также участвовала в команде Латвии в трех командных чемпионатах Европы по шахматам (1992, 1997, 2011).

## Изменения рейтинга
| Графики недоступны из-за технических проблем. См. информацию на Фабрикаторе и на mediawiki.org. |